# باول ماكمولان (لاعب كرة قدم)
باول ماكمولان (بالإنجليزية: Paul McMullan)‏ هو لاعب كرة قدم بريطاني، ولد في 13 مارس 1984 في بلزهيل ‏ في المملكة المتحدة. لعب مع ريث روفرز وكوين أوف ساوث ونادي إنفرنيس وهارت أوف ميدلوثيان وهاميلتون أكاديميكال.

## وصلات خارجية
- باول ماكمولان على موقع قاعدة بيانات كرة القدم.إي يو (الإنجليزية)
- باول ماكمولان على موقع Soccerbase.com (لاعب) (الإنجليزية)